# Mu Serpentis
Mu Serpentis (μ Ser, μ Serpentis) è una stella della costellazione del Serpente. È situata più precisamente nella "testa" del serpente (Serpens Caput), la sua magnitudine apparente è +3,55 e si trova a 170 anni luce di distanza dal sistema solare.

## Osservazione
Si tratta di una stella situata nell'emisfero australe celeste, ma molto in prossimità dell'equatore celeste; ciò comporta che possa essere osservata da tutte le regioni abitate della Terra senza alcuna difficoltà e che sia invisibile soltanto molto oltre il circolo polare artico. Nell'emisfero sud invece appare circumpolare solo nelle aree più interne del continente antartico. Essendo di magnitudine +3,55, la si può osservare anche dai piccoli centri urbani senza difficoltà, sebbene un cielo non eccessivamente inquinato sia maggiormente indicato per la sua individuazione.
Il periodo migliore per la sua osservazione nel cielo serale ricade nei mesi compresi fra maggio e settembre; da entrambi gli emisferi il periodo di visibilità rimane indicativamente lo stesso, grazie alla posizione della stella non lontana dall'equatore celeste.

## Caratteristiche
Mu Serpentis è classificata come stella bianca di sequenza principale di tipo spettrale A0V; si tratta in realtà di una stella binaria, composta da una componente principale avente una massa che è il triplo di quella del Sole e una luminosità 124 volte superiore, mentre la secondaria ha una massa doppia rispetto alla nostra stella. La magnitudine delle due componenti è rispettivamente 3,75 e 5,39 e orbitano attorno al comune centro di massa in un periodo di 33,75 anni, su un'orbita piuttosto eccentrica (e=0,75).